# Myrmeleon solers
Myrmeleon solers är en insektsart som beskrevs av Walker 1853. Myrmeleon solers ingår i släktet Myrmeleon och familjen myrlejonsländor. Inga underarter finns listade i Catalogue of Life.